# 7752 Otauchunokai
7752 Otauchunokai eller 1988 US är en asteroid i huvudbältet som upptäcktes den 31 oktober 1988 av de båda japanska astronomerna Kiyotaka Kanai och Tsuneo Niijima i Ojima. Den är uppkallad efter amatörastronom föreningen Otauchunokai.
Asteroiden har en diameter på ungefär 5 kilometer.